# Curse of the Hidden Mirror
 (septembre 2017).
Si vous disposez d'ouvrages ou d'articles de référence ou si vous connaissez des sites web de qualité traitant du thème abordé ici, merci de compléter l'article en donnant les références utiles à sa vérifiabilité et en les liant à la section « Notes et références ».
Albums de Blue Öyster Cult
Heaven Forbid
(1998) A Long Day's Night
(2002)
Singles
1. Pocket
Sortie : 2001

Curse of the Hidden Mirror est le quatorzième album studio du groupe de rock et heavy metal américain Blue Öyster Cult. Il est sorti le 5 juin 2001 sur le label Sanctuary Records et est produit par Donald Roeser. Il est le dernier album avec Allen Lanier qui décèdera en 2013.

## Présentation
Le titre de l'album est tiré d'une chanson contenue dans un album inédit (en), enregistré en 1970, du groupe Stalk-Forrest qui deviendra plus tard Blue Öyster Cult.
Des faibles ventes et de mauvaises relations avec la maison de disques ont amené le groupe à être abandonné par le label, Sanctuary Records. Blue Öyster Cult n'enregistre aucun album studio pendant dix-neuf ans et la sortie de The Symbol Remains chez Frontiers Records en 2020.
John Shirley, un écrivain américain de science-fiction cyberpunk renommé, a écrit les paroles de nombreuses chansons de l'album.
Le seul single extrait du disque est Pocket qui ne connaît pas le succès.
La chanson Out of the Darkness est présentée, à l'origine, dans le film Bad Channels (en) (1992), pour lequel Blue Öyster Cult a enregistré la bande-son, bien que le morceau n'ait pas été incluse dans l'album de la musique de film.
Showtime est un titre, initialement, écrit et enregistré pour l'album Cultösaurus Erectus (1980) mais qui n'est pas retenu dans la sélection finale.

## Liste des titres
| 1.    | Dance on Stilts             | John Shirley, Donald Roeser                             | Roeser | 6:05 |
| 2.    | Showtime                    | Eric Bloom, John Trivers                                | Bloom  | 4:39 |
| 3.    | The Old Gods Return         | Bloom, Roeser, Shirley                                  | Bloom  | 4:37 |
| 4.    | Pocket                      | Roeser, Shirley                                         | Roeser | 4:17 |
| 5.    | One Step Ahead of the Devil | Bloom, Roeser, Danny Miranda, Bobby Rondinelli, Shirley | Bloom  | 4:17 |
| 6.    | I Just Like to Be Bad       | Bloom, Bryan Neumeister, Shirley                        | Bloom  | 3:55 |
| 7.    | Here Comes That Feeling     | Roeser, Dick Trismen                                    | Roeser | 3:22 |
| 8.    | Out of the Darkness         | Miranda, Bloom, Roeser, Shirley                         | Bloom  | 5:06 |
| 9.    | Stone of Love               | Richard Meltzer, Roeser                                 | Roeser | 5:49 |
| 10.   | Eye of the Hurricane        | Bloom, Neumeister, Roeser, Rondinelli, Shirley          | Bloom  | 4:41 |
| 11.   | Good to Feel Hungry         | Miranda, Bloom, Roeser, Shirley                         | Bloom  | 4:13 |
| 51:01 |                             |                                                         |        |      |

## Crédits
| - Buck Dharma : guitare solo, claviers, chant - Eric Bloom : chant, guitare, claviers - Danny Miranda : chant, basse, claviers - Allen Lanier : claviers, guitare - Bobby Rondinelli : batterie Musiciens additionnels - Norman DelTufo : percussions - George Cintron : chœurs | - Production : Buck Dharma - Production (associée) : Eric Bloom - Enregistrement, mixage : Paul Orofino - Mastering : Leon Zervos |